# デクスター・フレッチャー
デクスター・フレッチャー（Dexter Fletcher, 1966年1月31日 - ）は、イギリス出身の俳優、映画監督である。ガイ・リッチー監督の映画『ロック、ストック&トゥー・スモーキング・バレルズ』や、『ホテル・バビロン』やHBOの『バンド・オブ・ブラザーズ』といったコメディードラマのテレビシリーズにも出演。その前にはスパイク・トムソン役としてコメディー・ドラマ『プレス・ギャング』にも出演。1976年の映画『ダウンタウン物語』には子役として出演している。
2011年の『ワイルド・ビル』で監督デビューを果たすと、2013年の『サンシャイン・オン・リース』や2015年の『イーグル・ジャンプ』でも監督を務める。2018年にはブライアン・シンガーの代役としてクイーンの伝記映画『ボヘミアン・ラプソディ』の監督を務めたが、全米監督協会の定めたルールによってエグゼクティブ・プロデューサーとしてクレジットされている。
2019年、エルトン・ジョンの伝記映画『ロケットマン』を監督した。

## 来歴
子役として映画デビューし、以後、テレビドラマや舞台にも積極的に出演している。
ロイヤル・シェイクスピア・カンパニーに所属し、『ハムレット』『真夏の夜の夢』などの舞台に立った。また、2001年のテレビシリーズ『バンド・オブ・ブラザース』にも出演した。

### 監督業
デクスターの初めての監督作は共同脚本も務めた映画『ワイルド・ビル』で、2012年3月20日に公開された。監督としての2作目はステファン・グリーンホルンによるミュージカル映画『サンシャイン・オン・リース』で、ザ・プロクレイマーズの代表的な楽曲をベースにしている、こちらは2013年10月4日に公開された。2015年には『イーグル・ジャンプ』を監督。2017年にはブライアン・シンガーに代わって『ボヘミアン・ラプソディ』の監督を務めることが発表され、映画は2018年11月に公開された。デクスターが映画の完成を手助けしたが、監督にはブライアンの名前が単独で記載され、デクスターはエグゼクティブ・プロデューサーとしてクレジットに載った。デクスターは2019年に公開されたエルトン・ジョンの人生と音楽を描いた伝記映画『ロケットマン』を監督。2020年、パラマウント映画と映画『セイント』のリブート版の監督を務める契約を交わす。2023年4月に公開されたApple TV+の映画『ゴーステッド Ghosted』でも監督を務めた。

## 私生活
デクスターは3人兄弟の末っ子として北ロンドンに生まれ、ウッドフォード・グリーンとパルマーズ・グリーンで兄弟とともに育った、彼らの両親は教師だった。デクスターの兄弟、グラハム・フレッチャー＝クック とスティーヴ・フレッチャーも役者として活動している。
1997年、リトアニアの映画・劇場監督のダリアとウェストミンスターで結婚。
アーセナルFCのファンである。アラン・リックマンを憧れとしている。

## 主な出演作品

### 映画
| 公開年 | 邦題 原題                                                                           | 役名                     | 備考         |
| ------ | ----------------------------------------------------------------------------------- | ------------------------ | ------------ |
| 1976   | ダウンタウン物語 Bugsy Malone                                                       | ベビーフェイス           |              |
| 1980   | エレファント・マン The Elephant Man                                                 | バイツが連れている少年   |              |
| 1984   | バウンティ/愛と反乱の航海 The Bounty                                                | トーマス・エリソン       |              |
| 1985   | レボリューション/めぐり逢い Revolution                                              | ネッド                   |              |
| 1986   | カラヴァッジオ Caravaggio                                                           | カラヴァッジオ（青年期） |              |
| 1986   | ゴシック Gothic                                                                     | ラッシュトン             |              |
| 1988   | ジプシー/風たちの叫び The Raggedy Rawney                                            | トム                     |              |
| 1989   | レイチェル・ペーパー The Rachel Papers                                              | チャールズ・ハイウェイ   |              |
| 1989   | 禁断のつぼみ El sueño del mono loco                                                 | マルコム・グリーン       |              |
| 1991   | 愛と欲望の銃弾 All Out                                                              | アンジェロ               |              |
| 1996   | 日蔭のふたり Jude                                                                   | 司祭                     |              |
| 1999   | 知らなすぎた男 The Man Who Knew Too Little                                          | オットー                 |              |
| 1998   | ロック、ストック&トゥー・スモーキング・バレルズ Lock, Stock and Two Smoking Barrels | ソープ                   |              |
| 1999   | トプシー・ターヴィー Topsy-Turvy                                                    | ルイス                   |              |
| 1999   | チューブ・テイルズ Tube Tales                                                       | ジョー                   |              |
| 2002   | ビロウ Below                                                                        | キングスレー             |              |
| 2004   | レイヤー・ケーキ Layer Cake                                                         | コーディ                 |              |
| 2005   | DOOM Doom                                                                           | ピンキー                 |              |
| 2007   | スターダスト Stardust                                                               | 海賊（副長）             |              |
| 2009   | ビギニング・オブ・ジ・エンド Autumn                                                 | マイケル                 |              |
| 2010   | キック・アス Kick-Ass                                                               | コディ                   |              |
| 2011   | 三銃士/王妃の首飾りとダ・ヴィンチの飛行船 The Three Musketeers                      | ダルタニアンの父         |              |
| 2011   | ワイルド・ビル Wild Bill                                                            | バリー                   | 兼脚本・監督 |
| 2014   | ザ・マペッツ2/ワールド・ツアー Muppets Most Wanted                                  |                          | 未公開シーン |
| 2015   | エイジ・オブ・キル Age of Kill                                                      | バックマン少佐           |              |
| 2018   | アニー・イン・ザ・ターミナル Terminal                                               | ヴィンス                 |              |

### テレビシリーズ
| 放映年    | 邦題 原題                                    | 役名               | 備考         |
| --------- | -------------------------------------------- | ------------------ | ------------ |
| 2001      | バンド・オブ・ブラザース Band of Brothers    | ジョン・マーティン | ミニシリーズ |
| 2006-2009 | ホテル・バビロン Hotel Babylon               | トニー・ケイスモア | 32エピソード |
| 2009      | Misfits/ミスフィッツ-俺たちエスパー! Misfits | マイク・ヤング     | 2エピソード  |
| 2013      | ミステリー in パラダイス Death in Paradise   | グラント           | 1エピソード  |

## 主な監督作品

### 映画
| 公開年 | 邦題 原題                                           | 備考                     |
| ------ | --------------------------------------------------- | ------------------------ |
| 2011   | ワイルド・ビル Wild Bill                            | 脚本・監督・出演         |
| 2013   | サンシャイン/歌声が響く街 Sunshine on Leith         | 監督                     |
| 2016   | イーグル・ジャンプ Eddie the Eagle                  | 監督                     |
| 2018   | ボヘミアン・ラプソディ Bohemian Rhapsody            | 製作総指揮・監督（代行） |
| 2019   | ロケットマン Rocketman                              | 監督                     |
| 2022   | ジ・オファー / ゴッドファーザーに賭けた男 The Offer | テレビシリーズ監督       |
| 2023   | ゴーステッド Ghosted Ghosted                        | 監督・出演               |

## 参照
1. ↑  acast (2019年5月21日). “Dexter Fletcher • Distraction Pieces Podcast with Scroobius Pip #269 | Distraction Pieces Podcast with Scroobius Pip on acast” (英語). acast. 2019年5月22日閲覧。
2. ↑  “Curtis Brown”. www.Curtis brown.co.uk. Template:Cite webの呼び出しエラー：引数 accessdate は必須です。
3. ↑  Dexter Fletcher Replaces Bryan Singer On 'Bohemian Rhapsody' Deadline. Retrieved 6 December 2017.
4. ↑  Justin Kroll (2020年2月18日). “'Rocketman' Filmmaker Dexter Fletcher to Direct 'The Saint' Reboot (EXCLUSIVE)”. Variety 2023年1月29日閲覧。
5. ↑  “'Ghosted' Director Implies That Apple Used Algorithm Data Instead of His Own Vision”. World of Reel (2019年8月19日). Template:Cite webの呼び出しエラー：引数 accessdate は必須です。
6. ↑  “Fame and fortune: Dexter Fletcher”. Daily Telegraph. (2008年2月14日). ISSN 0307-1235 2019年5月22日閲覧。
7. ↑  Graham Fletcher-Cook - IMDb（英語）
8. ↑  Steve Fletcher - IMDb（英語）
9. ↑  “Marriages England and Wales 1984–2005”. 2015年11月4日時点のオリジナルよりアーカイブ。2009年1月8日閲覧。
10. ↑  “Dexter Fletcher”. BBC Drama. 2007年12月2日閲覧。
11. ↑  “クイーンの伝記映画　ブライアン・シンガー後任はデクスター・フレッチャー監督”. 映画.com. (2017年12月8日) 2018年11月10日閲覧。
12. ↑  『ロケットマン』のデクスター・フレッチャー、モンスター映画を監督へ｜映画の時間